# Mychajło Kałuhin
Mychajło Petrowycz Kałuhin, ukr. Михайло Петрович Калугін (ur. 20 listopada 1994 w Charkowie) – ukraiński piłkarz, grający na pozycji pomocnika.

## Kariera piłkarska
Wychowanek klubów Metalist Charków, Helios Charków i Wostok Charków, barwy których bronił w juniorskich mistrzostwach Ukrainy (DJuFL). W 2011 rozpoczął karierę piłkarską w Illicziwcu Mariupol. Latem 2012 wrócił do Metalista Charków. W 2014 został piłkarzem słowackiego FK Bodva Moldava nad Bodvou. Latem 2015 wrócił do Ukrainy, gdzie zasilił skład Bukowyny Czerniowce. Na początku 2016 wyjechał do Białorusi, gdzie podpisał kontrakt z klubem Krumkaczy. W sierpniu 2017 przeniósł się do Tarpieda-BiełAZ Żodzino. 10 sierpnia 2018 zmienił klub na Isłacz Minski Rajon. 8 lutego 2019 został piłkarzem Araratu Erywań. 10 sierpnia 2019 przeniósł się do Dniapra Mohylew. 21 lutego 2020 przeszedł do Czornomorca Odessa.